# Marten Mütt
Marten Mütt (* 25. Mai 1992) ist ein estnischer Fußballspieler.

## Karriere

### Verein
Marten Mütt begann seine Karriere in der Jugend des FCF Kesklinn aus dem gleichnamigen Tallinner Stadtteil Kesklinn, wo er bis 2005 spielte. Ab 2006 stand Mütt beim FC Flora Tallinn unter Vertrag. Ab der Saison 2008 spielte der Abwehrspieler zwei Jahre beim Zweitligisten aus Valga dem FC Warrior. Im Jahr 2010 kehrte Mütt zurück nach Tallinn, um für die Zweitmannschaft des FC Flora Tallinn in der Esiliiga zu spielen. Für Flora konnte Mütt als Defensivspieler in 23 Saisonspielen 13 Tore erzielen, wodurch er sechster der Torjägerliste wurde. Im Jahr 2011 stand er wieder im Kader des FC Valga, wechselte allerdings später in der Saison zum estnischen Erstligisten FC Viljandi. Für Viljandi absolvierte Mütt in zwei Saisons 41 Spiele. Seit der Saison 2013 steht er im Profikader von Flora Tallinn, für den Verein debütierte er am 1. Spieltag gegen den JK Tallinna Kalev.

### Nationalmannschaft
Marten Mütt spielte 2008 erstmals für Estland in der U-17 gegen Österreich. Bis 2009 folgten drei weitere Spiele für die U-17, bevor er 2009 zu einem Einsatz in der U-18 gegen Luxemburg und 2010 in der U-19 gegen Österreich kam.